# Клопиці
Клопиці (рос. Клопицы) — присілок у Волосовському районі Ленінградської області Російської Федерації.
Населення становить 1229 осіб. Належить до муніципального утворення Клопицьке сільське поселення.

## Історія
Від 1 серпня 1927 року належить до Ленінградської області.

## Населення
| 2007 | 2010  | 2017  |
| ---- | ----- | ----- |
| 1143 | ↗1147 | ↗1229 |